# لورنتس نیبرل
لورنتس نیبرل (انگلیسی: Lorenz Nieberl; ۷ ژوئن ۱۹۱۹ – ۱۲ آوریل ۱۹۶۸) ورزشکار بابسلد اهل آلمان بود.